# Anticorpi anti-ENA
Gli anticorpi anti-ENA sono autoanticorpi antinucleo diretti contro antigeni nucleari estraibili (ENA) e sono presenti in numerose malattie autoimmuni.
Questi sono:
- Anticorpi anti-RNP specifici della connettivite mista (100% dei casi), ma presenti anche nel lupus eritematoso sistemico (25-40%), nella sclerodermia e nell'artrite reumatoide[1];
- Anticorpi anti-Smith, presenti in un terzo dei casi di lupus[1];
- Anticorpi anti-SS-A (o anti-Ro) e anti-SS-B (o anti-La), caratteristici della sindrome di Sjögren (50-70%), ma presenti anche nel lupus[1];
- Anticorpi anti-Scl-70 (o anti-topoisomerasi-1), caratteristici della forma diffusa con coinvolgimento polmonare della sclerodermia[1];
- Anticorpi anti-Jo1, presenti nella polimiosite (15-35%)[1];
- Anticorpi anti-PM1, tipici della polimiosite associata a sclerodermia (60%)[1];
- Anticorpi anti-centromero, presenti nella sindrome CREST (90%) e nella cirrosi biliare primitiva[1].